# JOMO あの人の物語
『JOMO あの人の物語』（ジョモ あのひとのものがたり）は、2004年4月から2009年3月30日までTBSラジオをキーステーションにJRN系列各局で放送されていたジャパンエナジー（JOMO、現・ENEOS）提供の10分間のラジオ番組。

## 概要
毎週、タレント・政治家・アーティスト・スポーツ選手など多彩なゲストが登場し、自身の思い出の楽曲にまつわるエピソードを語った。
パーソナリティが運転する車のカーラジオからゲストの語りが聞こえてくるという設定になっていた。

## パーソナリティ
- 木村郁美 （当時TBSアナウンサー）（番組開始 - 2008年3月24日）
- 藤井美菜（女優）（2008年3月31日 - 最終回）

## ネット局と放送時間
- TBSラジオ 月曜17:50 - 18:00
- HBC北海道放送 月曜17:00 - 17:10
- RAB青森放送 月曜18:20 - 18:30（初期は土曜17:10 - 17:20）
- IBC岩手放送 月曜18:20 - 18:30（初期は土曜16:50 - 17:00）
- TBC東北放送 月曜18:00 - 18:10
- ABS秋田放送 月曜18:20 - 18:30
- YBC山形放送 月曜16:50 - 17:00
- RFCラジオ福島 土曜18:00 - 18:10
- BSN新潟放送 月曜18:55 - 19:05
- SBC信越放送 月曜18:25 - 18:35
- YBS山梨放送 月曜18:20 - 18:30
- SBS静岡放送 月曜18:20 - 18:30
- CBC中部日本放送 月曜18:50 - 19:00
- KNB北日本放送 日曜16:00 - 16:10
- MRO北陸放送 月曜18:10 - 18:20
- FBC福井放送 月曜18:20 - 18:30
- WBS和歌山放送 月曜20:00 - 20:10
- ABC朝日放送 月曜19:50 - 20:00
- BSS山陰放送 月曜18:20 - 18:30
- RSK山陽放送 月曜18:20 - 18:30
- RCC中国放送 月曜20:00 - 20:10
- KRY山口放送 月曜18:20 - 18:30
- JRT四国放送 月曜18:20 - 18:30
- RNC西日本放送 金曜18:00 - 18:10
- RNB南海放送 火曜16:00 - 16:10
- RKC高知放送 月曜20:50 - 21:00
- RKB毎日放送 月曜20:35 - 20:45
- NBC長崎放送 月曜19:00 - 19:10
- RKK熊本放送 月曜19:50 - 20:00
- OBS大分放送 月曜19:00 - 19:10
- MRT宮崎放送 月曜19:30 - 19:40
- MBC南日本放送 月曜19:00 - 19:10
- RBC琉球放送 月曜18:30 - 18:40

## JRN系列とJOMOとの関係
- JRN系列とJOMOは現在も長い関係であり（旧共同石油時代から）、過去にも様々な番組にも関わっていた。

### 歴史
- 1978年4月 - 1996年9月：JRNナイター（2006年分は『エキサイトベースボール』）の火曜日分の提供。
  - またナイターオフ時は1994年3月まで平日帯で10分番組を放送（その期間はNRN単営局時代の西日本放送は共石のスポンサーつきでの自社制作番組を放送した。）
  - 1994年10月 - 1996年3月までは『JOMOウィークエンドライブ』として当時CMに出演したヒロミが担当し、放送枠も土曜日の1時間枠に編成。
- 1996年10月 - 2000年3月：再び平日帯の10分番組『中村雅俊マイ・ホームページ』を提供（番組自体は2009年4月3日をもって終了。なお、中村雅俊は番組開始当初JOMOのCMに出演していた）。

### 共同石油→日鉱共石→JOMO提供のナイターオフ番組
- 1978年：共石ほがらかタイム～悠里とみちよのおのおの方夜でござる!
- 1979年：植木等の"これで日本も安心だ!"
- 1980年：共石イブニングコント
- 1981年：イブニングコント
- 1982年：共石イブニングライブラリー 〜ライバル達の物語〜
- 1983年：名取裕子 ふりむいて あ・な・た
- 1984年：星野知子・素顔のままで
- 1985年：星野知子 素顔のままでPARTII
- 1986年：沢口靖子の気分はシェイプアップ
- 1987年：秋野暢子の全日本なんでもカウントダウン
- 1988年：松下賢次のハロー!スポーツ
- 1989年：共石ハロー!ベースボール
- 1990年・1991年：衣笠祥雄のほっとひといき
- 1992年：ハロー!スポーツ
- 1993年：嶌と勇の明快!シマダス
- 1994年：ヒロミのざけんじゃナイト
  - この番組のみ20:00 - 21:00の1時間・JRN系列同時ネット（TBSラジオのみ19:00からの放送）
- 1995年：ヒロミのEじゃんYOH
  - この番組のみ1時間だが、ネット局によっては深夜に放送していた局もあった。